# Théorème de comparabilité cardinale
En mathématiques, et plus précisément en théorie des ensembles, le théorème de comparabilité cardinale, dû à Friedrich Hartogs, énonce qu'entre deux ensembles, il existe forcément une injection de l'un dans l'autre. Autrement dit, pour deux ensembles A et B quelconques, il existe une injection de A dans B ou il existe une injection de B dans A.
On peut reformuler ce théorème de la façon suivante. Si l'on note A ≤ B la propriété « il existe une injection de l'ensemble A dans l'ensemble B », alors ≤ est un « préordre » (en un sens étendu, puisqu'il porte sur une classe propre : celle de tous les ensembles). Le fait que ce préordre soit total, c'est-à-dire que pour deux ensembles A et B, on a au moins A ≤ B ou B ≤ A, est alors exactement l'énoncé du théorème de comparabilité cardinale.
Les classes d'équivalences associées à ce préordre sont les classes d'équipotence par le théorème de Cantor-Bernstein, et ce sont aussi des classes propres en dehors de celle de l'ensemble vide.
Sa démonstration, elle, utilise nécessairement l'axiome du choix : ce théorème est même équivalent à l'axiome du choix, par comparaison cardinale entre un ensemble et son cardinal de Hartogs. 
Le théorème de comparaison cardinale se déduit immédiatement du théorème de Zermelo et du théorème de comparaison entre bons ordres. Une démonstration directe repose sur le lemme de Zorn : le graphe d'une injection de A dans B ou de B dans A est donné par un élément maximal (au sens de l'inclusion) de l'ensemble (inductif) des graphes d'injections d'une partie de A dans une partie de B. 